# جورج بيل
جورج بيل (بالإنجليزية: George Bell)‏ (و. 1883 – 1958 م) هو سياسي، وقس، وعالم عقيدة، من المملكة المتحدة، توفي في كانتربيري، عن عمر يناهز 75 عاماً.

## مناصب
تولى منصب أسقف، وأسقف تشستر.

## التعليم
تعلم في كنيسة المسيح، أكسفورد.

## جوائز
حصل على جوائز منها:
- الصليب الأكبر من وسام استحقاق جمهورية ألمانيا الاتحادية.

## روابط خارجية
- جورج بيل على موقع الموسوعة البريطانية (الإنجليزية)
- جورج بيل على موقع مونزينجر (الألمانية)
- جورج بيل على موقع ميوزك برينز (الإنجليزية)